# Uichteritz
Uichteritz è un ex-comune tedesco di 1 417 abitanti, situato nel land della Sassonia-Anhalt.
Dal 1º gennaio 2010 è stato accorpato alla città di Weißenfels.